# Hurricane Chris
Hurricane Chris, właśc. Chris Dooley Jr. (ur. 27 lutego 1989) – amerykański raper. Część pseudonimu Hurricane pochodzi od zdolności muzyka do szybkiego rapowania.
Debiut muzyczny zaliczył w 2007 roku za sprawą albumu pt. 51/50 Ratchet. Promował go platynowy hit "A Bay Bay", a także inne single: "The Hand Clap", i "Playas Rock". Drugi studyjny album Unleashed został wydany w 2009 roku. Promowały go dwa single.

## Życiorys
Chris wychował się w dzielnicy Cedar Grove, miasta Shreveport. W 2007 roku uczęszczał do Huntington High School w Shreveport, po czym ją opuścił by poświęcić się muzyce. Tego samego roku dyrektor szkoły oświadczył, że 25 września będzie dniem Dooleya.
Mr. Collipark w 2004 roku pomógł Chrisowi podpisać kontrakt muzyczny z J Records. Jego pierwszy mixtape pt. Louisi-Animal został wydany trzy lata później w sierpniu, a w październiku ukazał się niezależny album You Hear Me? nakładem wytwórni Rap-a-Lot Records. 23 października 2007 roku odbyła się premiera pierwszego studyjnego albumu zatytułowanego 51/50 Ratchet. Uplasował się na 24. miejscu notowania Billboard 200 i na 4. listy Top R&B/Hip-Hop Albums. W pierwszym tygodniu uzyskano wynik 26.000 sprzedanych egzemplarzy. W tym roku także wystąpił w singlu "Drop & Gimme 50" Mike’a Jonesa.
21 grudnia 2009 roku ukazał się kolejny album młodego rapera pt. Unleashed. Nie był notowany na liście Billboard 200, ale na Top R&B/Hip-Hop Albums (46.) i Rap Albums (20.). Promowały go single "Halle Berry (She’s Fine)" i "Headboard". Udzielił się także na singlu "Jigga Juice" Lil Josha & Ernesta.
W 2010 roku po tym jak został wyrzucony z wytwórni Polo Grounds Music i J Records za słaby album Unleashed, trzecią studyjną płytę wyda nakładem 51/50 Entertainemnt i FyreHouse. Będzie miała tytuł Return of the Hurricane. Prace nad produkcją trwają już dwa lata.

## Dyskografia
- 51/50 Ratchet (2007)
- Unleashed (2009)
- Return of the Hurricane (2012)